# 최윤선 (1997년)
뉴썬(본명: 최윤선 (崔允瑄), 1997년 6월 19일 ~ )은 과거 대한민국의 걸 그룹 소나무의 리드래퍼를 맡았다.

## 학력
- 왕방초등학교
- 효자중학교
- 한림연예예술고등학교 졸업
- 동신대학교 실용음악과

## 출연 작품

### 텔레비전 프로그램
- 2016년 웹드라마 《더 미라클》 - 유아라 역
- 2017년 tvn 수목드라마 《크리미널 마인드》 - 최나영 역 (1회 ~ 2회 특별출연)
- 2018년 네이버TV 웹드라마 《피어나》 - 아라 역 (특별출연)
- 2018년 웹드라마 《나의 개같은 연애》 - 반하리 역

## 기타
- 소나무의 노래중 일부는 뉴썬이 작사, 작곡한다. Happy Box Project:Part.1 의 싱글 '금요일 밤' 역시 뉴썬이 작사했다.
- 달샤벳의 수빈의 뒤를 잇는 자이언트 베이비로 키가 매우 크다.
- 미모가 매우 뛰어나서 소나무 내에서도 미모 순위로 나현과 1,2위를 다툴 정도이다.
- 연기력이 매우 뛰어나서 크리미널 마인드 촬영 당시 손현주에게도 연기력으로 인정받았다.
- 풍선 공포증이 있다.